# Heparineslot

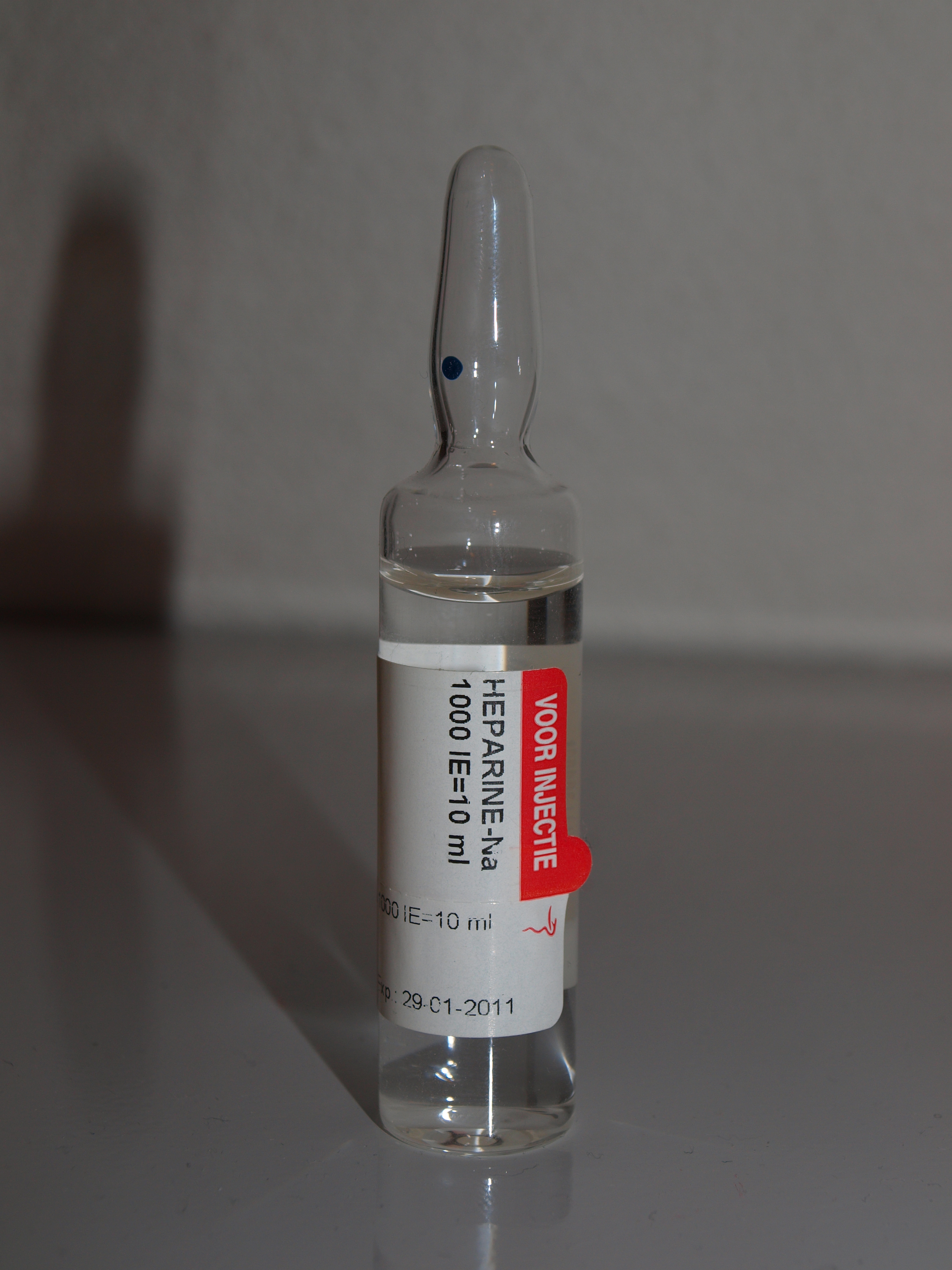
10cc-ampul natrium-heparine

Een heparineslot is een term die gebruikt wordt in de geneeskunde. Hiermee wordt bedoeld de laatste injectie in een poortkatheter, voordat de naald verwijderd wordt. Deze injectie bevat een mengsel van natriumchloride (zoutoplossing) met heparine.
Een normale dosering is een injectie van 10 cc (ml) met een sterkte van 100 eenheden/cc. De laatste 2 cc wordt langzaam geïnjecteerd terwijl een ander de naald eruit trekt. Het resultaat is dat het gehele katheter systeem van de poortkatheter gevuld is met dit mengsel, zodat deze niet verstopt kan raken door bloedstolsels. Heparine heeft namelijk een antistollend effect op bloed.